# La segunda muerte de Ramón Mercader (libro)
La segunda muerte de Ramón Mercader (en francés La Deuxième Mort de Ramón Mercader) es una novela de Jorge Semprún publicada el 14 de mayo de 1969 por Gallimard.

## Presentación
Jorge Semprún aborda la génesis de la creación de esta narrativa en su siguiente libro Autobiografía de Federico Sánchez.
Durante un viaje a La Haya (Países Bajos)  en la época en que era miembro del comité ejecutivo del Partido Comunista de España en el exilio, recordó la época de la guerra civil española cuando vivía allí con su familia, ya que su padre representaba entonces a la República Española que pronto sería barrida por las tropas franquistas. Estaba allí, escribió, "al pasar por delante de la iglesia de Alexanderstraat ... que la trama de una historia que se convertiría en La segunda muerte de Ramón Mercader maduró de repente. »
Recuerdos que chocan y encuentran un terreno fértil para el florecimiento de un proyecto que formulará de esta manera: "Y fue allí donde todos los elementos dispersos que habían estado flotando en mi imaginación durante varias semanas, todas estas obsesiones y todos estos sueños cristalizaron con la brusquedad de un destello silencioso para formarse de manera irrefutable, elaborada hasta el más mínimo detalle, el argumento de una novela que se llamaría La segunda muerte de Ramón Mercader. »

## Resumen
A primera vista, este libro puede parecer una oscura historia de espías sobre un hombre perseguido por amigos y enemigos que tejen y desentrañan un sinfín de intrigas. Por supuesto, Ramón Mercader no es un nombre elegido al azar, pero ¿qué tiene que ver con el que dejó un nombre en la historia por asesinar a León Trotsky?
En la advertencia, Jorge Semprún escribe con picardía: "Los hechos de este relato son completamente imaginarios. Además, cualquier coincidencia con la realidad no sólo sería fortuita, sino verdaderamente escandalosa. »
El agente secreto soviético conocido como Ramón Mercader, y en este caso subdirector de una empresa comercial española, abandona Madrid para resolver un problema de exportación en Ámsterdam y finalmente acaba en Zúrich para intentar contactar con sus (reales) jefes. Regresa a Ámsterdam pero es descubierto " suicidio » en su habitación de hotel. Sus amigos del contraespionaje intentarán desacreditarlo pero poco a poco la verdad saldrá a la luz y revelará quién lo traicionó.
Sin embargo, esto no es un thriller. Jorge Semprún repasa su pasado, analiza los acontecimientos como lo hace en el mismo periodo que va desde la guerra civil española hasta la muerte de Stalin y la ocupación de Praga en su siguiente libro, Autobiografía de Federico Sánchez. Es también la novela postestalinista que trata de los callejones sin salida del sistema soviético y de los funcionarios de la revolución.
Más allá de su propio caso, el autor reflexiona sobre el destino de esta revolución, que apoyó durante mucho tiempo y que luego le decepcionó enormemente. Con la novela de espías, tiene en común la violencia de ciertos personajes y la presencia inquietante de la muerte.

## El fin de Ramón Mercader

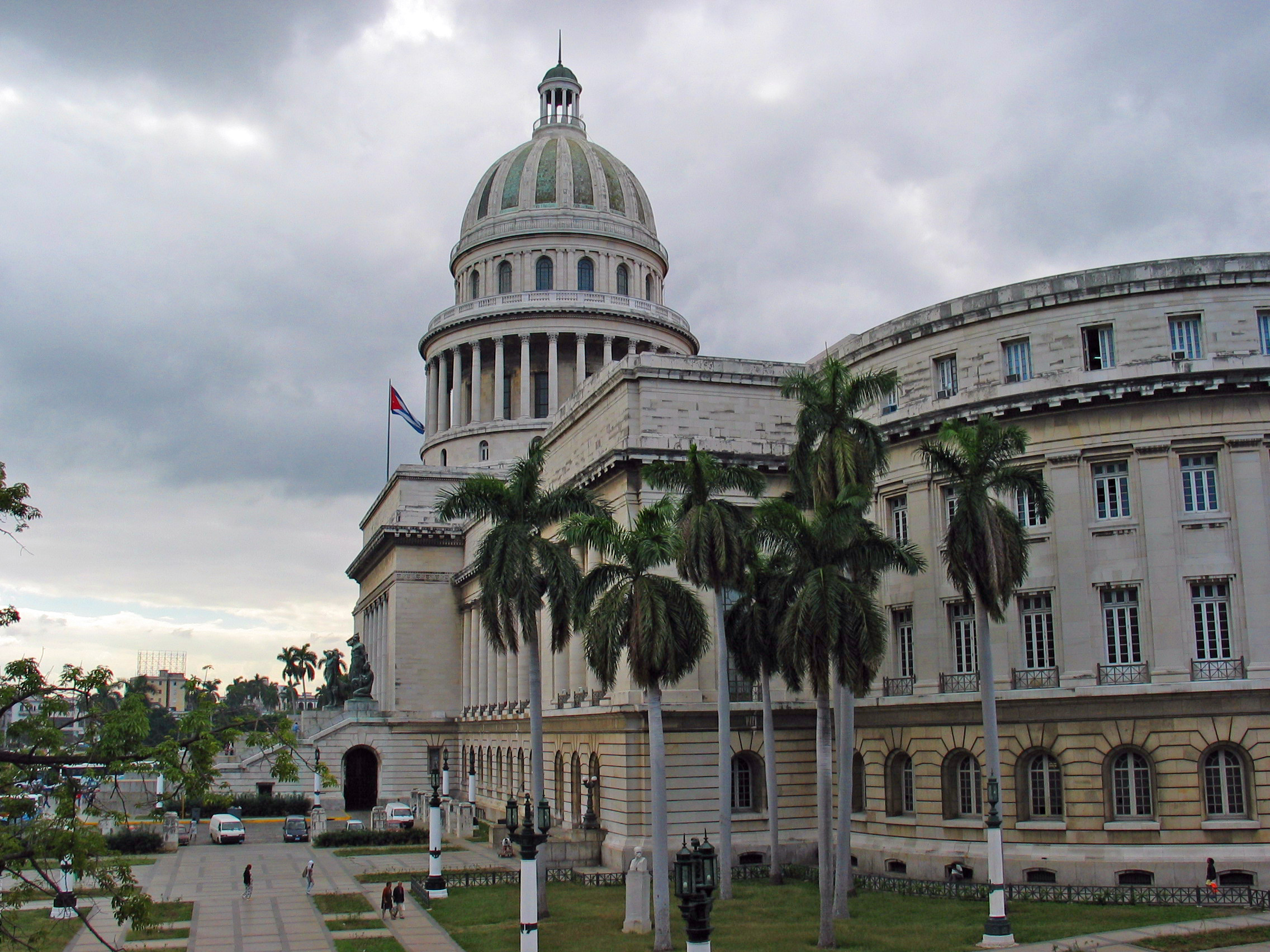
La Habana

En su libro Montand, la vida sigue, Jorge Semprún habla del verdadero Ramón Mercader y sobre todo de sus últimos años. Ramón Mercader cumplió una condena de veinte años de prisión en México por el asesinato de León Trotsky y luego llegó a la Unión Soviética vía La Habana. Al final de su vida, Ramón Mercader regresó a Cuba, siendo de allí estrechos sus lazos con ese país, siendo de allí su madre Caridad del Río Mercader.
"Había terminado su larga carrera en el servicio de espionaje soviético en la embajada cubana en París en la década de 1960. Tenía una posición aparentemente modesta allí, pero su mirada era tan aguda como siempre. Y así, al final de su vida, Ramón Mercader regresó a su isla natal y desempeñó "una función que me parece un final admirable para esta larga vida de lealtad comunista", escribe con picardía Semprún. Era, de hecho, inspector de las prisiones castristas.
Jorge Semprún comenta: "Una parábola admirable de una vida militante, ¿no es cierto? Desde las batallas de la guerra civil española, pasando por la inspección de las celdas de aislamiento en las cárceles de Fidel Castro, hasta los apestosos secretos del aparato de seguridad ruso: toda una vida de lealtad. »

## Ediciones
- Ediciones Gallimard, 1969, ISBN 2070273679.